# Gladiolus gracilis
Gladiolus gracilis es una especie de gladiolo que se encuentra en Sudáfrica.    

## Descripción
Gladiolus gracilis es una planta herbácea perennifolia, geofita  que alcanza un tamaño de  0.2 - 0.4 m de altura- Se encuentra a una  altitud de 15 - 490 metros.
Gladiolus gracilis es muy similar al Gladiolus caeruleus, pero es un poco más pequeño, tiene menos flores (de 2 a 5 en un pico), es generalmente de color azul a gris, pero de vez en cuando, rosa o amarillento y tiene rayas oscuras (en lugar de puntos) en los tépalos inferiores. El tépalo más inferior es generalmente más largo en esta especie en lugar de la mayoría de la misma longitud que los otros en G. caeruleus. Se encuentra principalmente en las laderas de arcilla (o granito) y florece en invierno.

## Taxonomía
Gladiolus gracilis fue descrita por  Nikolaus Joseph von Jacquin y publicado en Collectanea 4: 159. 1792.
Etimología
Gladiolus: nombre genérico que se atribuye a Plinio y hace referencia, por un lado, a la forma de las hojas de estas plantas, similares a la espada romana denominada "gladius". Por otro lado, también se refiere al hecho de que en la época de los romanos la flor del gladiolo se entregaba a los gladiadores que triunfaban en la batalla; por eso, la flor es el símbolo de la victoria.
gracilis: epíteto latíno que significa "delgada, esbelta".
Sinonimia
- Gladiolus gracilis var. gracilis
- Gladiolus pterophyllus Pers.
- Gladiolus recurvus Willd.
- Gladiolus scaber Spreng. & Link
- Gladiolus setifolius Eckl.
- Gladiolus tristis var. punctatus Thunb.[7][8]